# Andrzej Czuma
Andrzej Bobola Czuma (ur. 7 grudnia 1938 w Lublinie) – polski polityk, prawnik, działacz opozycji antykomunistycznej i więzień polityczny w PRL, a następnie działacz polonijny. Poseł na Sejm V i VI kadencji, w 2009 minister sprawiedliwości i prokurator generalny.

## Życiorys

### Wykształcenie i działalność w okresie PRL
Ukończył Niższe Seminarium Duchowne w Lublinie w 1955. Od 1955 do 1958 studiował historię na Katolickim Uniwersytecie Lubelskim. W 1963 ukończył studia prawnicze na Uniwersytecie Warszawskim.
W 1965 był współzałożycielem niepodległościowej i antykomunistycznej organizacji Ruch. Brał udział w przygotowaniach do akcji podpalenia Muzeum Lenina w Poroninie. W czerwcu 1970 został aresztowany i uwięziony przez władze PRL w więzieniu mokotowskim, a w październiku 1971 skazany na karę 7 lat pozbawienia wolności za próbę siłowego obalenia ustroju. Był przetrzymywany w jednostkach penitencjarnych na Białołęce i w Barczewie. W listopadzie 1974 uzyskał zwolnienie na mocy amnestii. Od 1977 do 1978 należał do niejawnej organizacji Nurt Niepodległościowy. W 1977 został współzałożycielem i rzecznikiem Ruchu Obrony Praw Człowieka i Obywatela oraz redaktorem pisma „Opinia”. W październiku 1979 był uczestnikiem głodówki w kościele Świętego Krzyża w Warszawie podjętej na znak solidarności z represjonowanymi działaczami Karty 77. W grudniu 1979 skazany na 3 miesiące aresztu za współorganizowanie obchodów Święta Niepodległości pod Grobem Nieznanego Żołnierza w Warszawie 11 listopada 1979 (wyrok wydał sędzia Andrzej Kryże); karę odbył w więzieniu w Grójcu.
Po wydarzeniach sierpniowych w 1980 był doradcą „Solidarności” w Regionie Śląsko-Dąbrowskim oraz redaktorem i wydawcą „Wiadomości Katowickich”. Więziony od 12 grudnia 1981 do 23 grudnia 1982 w obozie internowania na Białołęce, w Jaworzu, a następnie w Darłówku. Od 1986 na emigracji w Chicago (USA), gdzie przez pierwsze dwa lata pracował jako malarz i robotnik. Od 1988 prowadził własny program radiowy emitowany w aglomeracji chicagowskiej przez stację WNVR 1030, a następnie WPNA 1490.

### Działalność w okresie III RP
W 1997 był jednym z inicjatorów budowy Pomnika Katyńskiego w Warszawie. Należał do Stowarzyszenia KoLiber.
W 2005 wystartował w wyborach parlamentarnych jako kandydat Platformy Obywatelskiej do Sejmu w okręgu warszawskim, jednak nie uzyskał mandatu. Posłem V kadencji Sejmu RP został po wygaśnięciu mandatu Hanny Gronkiewicz-Waltz, wybranej na stanowisko prezydenta Warszawy. Ślubowanie poselskie złożył 12 grudnia 2006. W wyborach parlamentarnych w 2007 po raz drugi został posłem, otrzymując 4344 głosy. Od 7 lutego 2008 do 23 stycznia 2009 był przewodniczącym sejmowej komisji śledczej do zbadania sprawy zarzutu nielegalnego wywierania wpływu na funkcjonariuszy policji, służb specjalnych, prokuratorów i osoby pełniące funkcje w organach wymiaru sprawiedliwości.
23 stycznia 2009 został powołany przez prezydenta Lecha Kaczyńskiego na urzędy ministra sprawiedliwości i prokuratora generalnego w pierwszym rządzie Donalda Tuska. 7 października 2009 podał się do dymisji, a 13 października Prezydent Lech Kaczyński odwołał go ze składu Rady Ministrów i zajmowanego urzędu. Następnie ponownie wszedł w skład komisji śledczej ds. nacisków i 10 listopada 2009 po raz drugi został jej przewodniczącym.
W wyborach w 2011 nie odnowił mandatu poselskiego. W 2012 został doradcą ministra sprawiedliwości Jarosława Gowina.

## Odznaczenia
Odznaczony Krzyżem Oficerskim Orderu Odrodzenia Polski przez prezydenta RP na uchodźstwie Kazimierza Sabbata (1989) oraz Krzyżem Komandorskim z Gwiazdą tego orderu przez prezydenta RP Lecha Kaczyńskiego (2006). W 2015 został przez prezydenta RP Andrzeja Dudę odznaczony Krzyżem Wolności i Solidarności.

## Życie prywatne
Jest synem Ignacego Czumy, bratankiem Waleriana Czumy, bratem Benedykta, Huberta, Jerzego i Łukasza. Ojciec Krzysztofa Czumy, działacza samorządowego, a także dziennikarki Beaty Czumy.